# Quantitative structure-activity relationship
Een quantitative structure-activity relationship (meestal afgekort tot QSAR) is een door statistische analyse gevonden kwantitatief verband tussen de moleculaire structuur van een stof en de activiteit (of een andere eigenschap) van die stof. Daarnaast wordt de term ook gebruikt voor de techniek waarbij men zo'n verband opstelt.
De activiteit in QSAR verwijst naar biologische activiteit: de mate waarin een stof (doorgaans op de gewenste wijze) invloed uitoefent op biologische processen, een belangrijke maat voor de werkzaamheid van een stof die mogelijk toepassing kan vinden als geneesmiddel. QSAR wordt van oudsher veel gebruikt in de farmaceutische industrie, en is vooral een zinvolle techniek als men van een zeer grote verzameling kandidaat-moleculen een eerste selectie wil maken zonder alle individuele moleculen daadwerkelijk in het laboratorium te moeten onderzoeken. Dit kost immers zeer veel tijd en geld.
In plaats van de activiteit kan men een willekeurige getalsmatig uit te drukken eigenschap gebruiken, en men spreekt in dat verband ook wel van quantitative structure-property relationship (QSPR).

## Werkwijze
Men kiest een handelbare verzameling moleculen waarvan men experimenteel, in het laboratorium, de gewenste eigenschap(pen) bepaalt, uitgedrukt als een getalwaarde. Dat kan de biologische activiteit zijn (als men op zoek is naar een nieuw geneesmiddel), maar bijvoorbeeld ook de brekingsindex als men nieuwe kunststoffen wil ontwikkelen voor brillenglazen. Wanneer de gewenste eigenschappen al bekend en getabelleerd zijn voor een redelijk grote verzameling verbindingen, kan men die natuurlijk ook gebruiken. Het is ook mogelijk om deze eigenschappen op een computationele manier te berekenen.
Vervolgens berekent men voor ieder van die moleculen een verzameling kwantitatieve eigenschappen (descriptoren) en probeert men die met een regressie-analyse te correleren aan de gewenste eigenschap. Descriptoren kunnen in theorie iedere berekenbare (of al gemeten) eigenschap van een molecuul zijn - van een eenvoudige descriptor als het aantal atomen in het molecuul tot een gecompliceerde (en computationeel dure) als het energieverschil tussen de HOMO en de LUMO. Andere nuttige descriptoren zijn de polariseerbaarheid, het dipoolmoment, de activiteitscoëfficiënt, het moleculair volume, de octanol-water-partitiecoëfficiënt en het aantal acceptoren en donoren voor waterstofbruggen. 
Uiteindelijk bepaalt men een klein aantal descriptoren die het sterkst gecorreleerd zijn met de gewenste eigenschap en onderling niet te sterk gecorreleerd zijn (want dat geeft dubbele en dus overbodige informatie) en stelt men de QSAR op, die de gewenste eigenschap geeft als functie van die paar descriptoren. Bij geneesmiddelen kan dit bijvoorbeeld de berekening van een inhibitieconstante zijn.
Met die QSAR kan men dan voor de hele collectie kandidaat-moleculen (dat kunnen er duizenden zijn) een theoretische waarde voor de gewenste eigenschap bepalen, zodat men daaruit de meest veelbelovende kan halen die aan een nader onderzoek kunnen worden onderworpen. Omgekeerd kan men ook uit de QSAR bepalen welke descriptoren gunstig zijn voor de gewenste eigenschappen en op die manier moleculen selecteren of zelfs aangepaste moleculen proberen te maken.

## Keuze van moleculen en descriptoren
Cruciaal bij QSAR is onder meer dat de beperkte set moleculen waarvan men initieel in het laboratorium de eigenschappen bepaalt (de zogeheten training set) voldoende representatief is voor de gehele collectie die men wil doorrekenen. Om een extreem voorbeeld te noemen: wanneer de training set enkel alifatische moleculen bevat, moet men niet vreemd opkijken wanneer  de QSAR weinig zinvolle voorspellingen geven voor aromatische verbindingen.
Daarnaast moet ook de set descriptoren die men gebruikt, voldoende relevante descriptoren bevatten. Dat is vaak een lastige keuze: wanneer men alle mogelijke descriptoren meeneemt, wordt de analyse te traag en ingewikkeld. Daarom kiest men vaak descriptoren waarvan men op goede chemische of fysische gronden al vermoedt dat die van invloed kunnen zijn.
Uiteraard loopt men ook bij een goede keuze van training set en descriptoren altijd het risico op grond van een QSAR-analyse een uitzonderlijk goed molecuul weg te gooien: een statistische correlatie is geen oorzakelijk verband en zegt soms helemaal niets over hoe het molecuul doet wat het doet.